# Robaczkowo
Robaczkowo (dodatkowa nazwa w j. kaszub. Robôczkòwò) – osada wsi Przytarnia w Polsce, położona w województwie pomorskim, w powiecie kościerskim, w gminie Karsin, na obrzeżach Wdzydzkiego Parku Krajobrazowego, w kompleksie leśnym Borów Tucholskich. Osada jest częścią składową sołectwa Przytarnia.
W latach 1975–1998 osada należała administracyjnie do województwa gdańskiego.
W 2001 roku odsłonięto w Robaczkowie  pomnik ku pamięci Józefa Bruskiego 